# Ernestine Münchheim
Ernestine Münchheim (* 24. Juni 1873 in Mainz, Deutsches Reich; † 25. Februar 1934 in Berlin) war eine deutsche Bühnenschauspielerin und Schauspiellehrerin.

## Leben und Wirken
Die gebürtige Mainzerin erhielt ihre künstlerische Ausbildung bei Marie Ernst, einem ehemaligen Mitglied des Frankfurter Stadttheaters. Ihr Debüt gab sie dort im Alter von 16½ Jahren zum Jahresende 1889. Es folgten Festengagements, die sie u. a. nach Potsdam, Zürich, Berlin und schließlich ans Dresdner Residenztheater führten. Schon in den letzten Jahren vor Ausbruch des Ersten Weltkriegs band sich Erneste Münchheim nicht mehr fest an ein Haus, sondern wirkte nur noch freiberuflich und trat bis kurz vor ihrem Tode im Alter von 60 Jahren überwiegend als gastierende Künstlerin in Erscheinung.
Zu Münchheims wichtigsten Theaterrollen zählen die Frau Alving in Ibsens Gespenster, die Mutter Wolffen in Hauptmanns Der Biberpelz, die Lona Hassel in Ibsens Stützen der Gesellschaft und die Beate in Es lebe das Leben. Nebenbei hatte sich Ernestine Münchheim einen Namen als Rezitatorin gemacht. Viele Jahre lang besaß die Bühnenkünstlerin auch eine eigene Schauspielschule, die ihren Namen trug. Als Leiterin dieser Einrichtung, des Ernestine-Münchheim-Studios Berlin, fungierte viele Jahre lang Lilly Ackermann.